# Rue Delizy
La rue Delizy, est l'une des artères principales de Pantin.

## Situation et accès

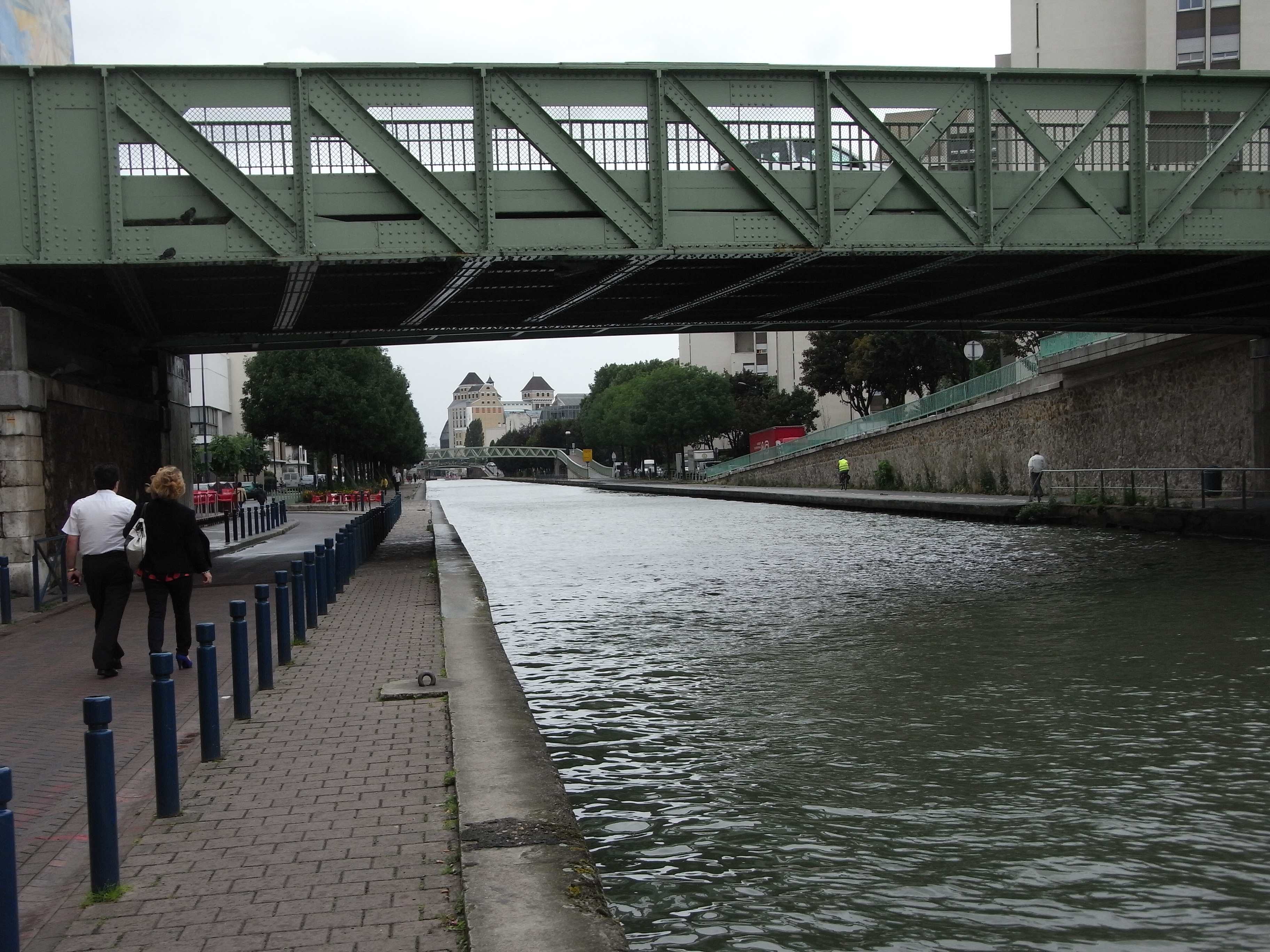
Pont sur le canal de l'Ourcq, vu du quai de l'Aisne. Au loin, les Grands Moulins de Pantin.

C'est une rue orientée Nord-Sud, qui suit le tracé de la route départementale 20, à sa rencontre avec le chemin latéral au Chemin de Fer et à la route départementale 115.
Elle part du faisceau des lignes ferroviaires de la gare de l'Est, et se dirige vers le Sud. Après un coude vers l'Ouest, elle franchit le canal de l'Ourcq sur le Pont Delizy, au niveau du quai de l'Ourcq et du quai de l'Aisne.
Elle croise la rue Victor-Hugo, rencontre ensuite l'avenue Jean-Lolive, ancienne rue de Paris. Sur le même axe, la départementale 20 prend alors le nom de rue Jules-Auffret.
Elle est desservie par:
- La gare de Pantin;
- La station de métro Église de Pantin

## Origine du nom

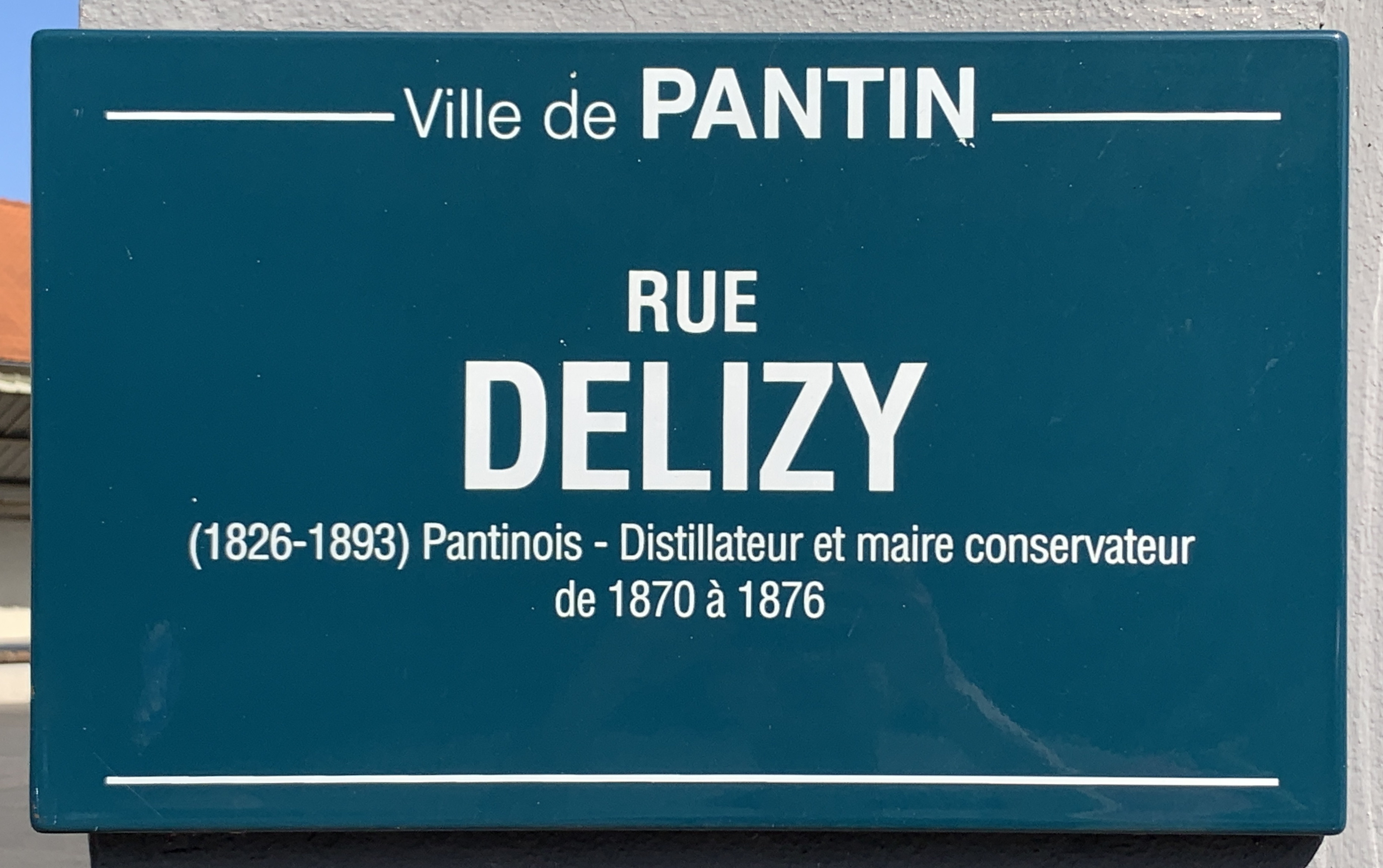
Plaque de la rue.

Elle tient son nom d'une famille d'industriels, les Delizy.

## Historique

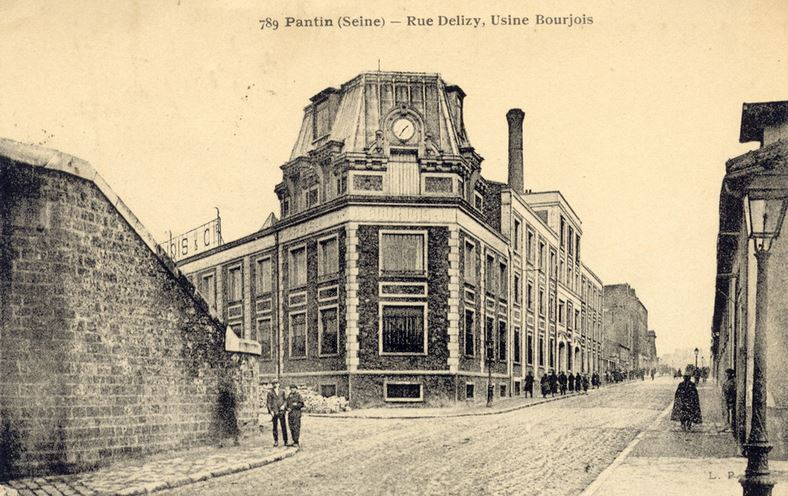
La distillerie, rue Delizy à Pantin.

La distillerie d´absinthe Delizy-Doisteau a été fondée dans cette rue en 1851.
Les bâtiments, toujours présents, appartiennent désormais au groupe Chanel.
Plus au Nord se trouvent des ateliers qui, de 1891 à 2007, appartenaient au groupe Bourjois, qui y fabriquait des rouges à lèvres avec des matières premières venant des abattoirs de la porte de la Villette. Le groupe Chanel y installe ses bureaux en 2013.
Tout proche, se trouvait aussi l'ancien hôtel particulier de la famille Delizy, construit au 100 de l'avenue Jean-Lolive. Madame Delizy y avait réinstallé les salons de la danseuse Marie-Madeleine Guimard,. Il fut détruit en 1970, et ses éléments décoratifs transférés au Musée du Domaine départemental de Sceaux.
Le 30 janvier 1918, durant la première Guerre mondiale, une bombe lancée d'un avion allemand explose au no 16 rue Delizy

Le 24 mars 1918, un obus lancé par la Grosse Bertha explose rue Delizy. Un autre tombe le 30 mai 1918.

## Bâtiments remarquables et lieux de mémoire

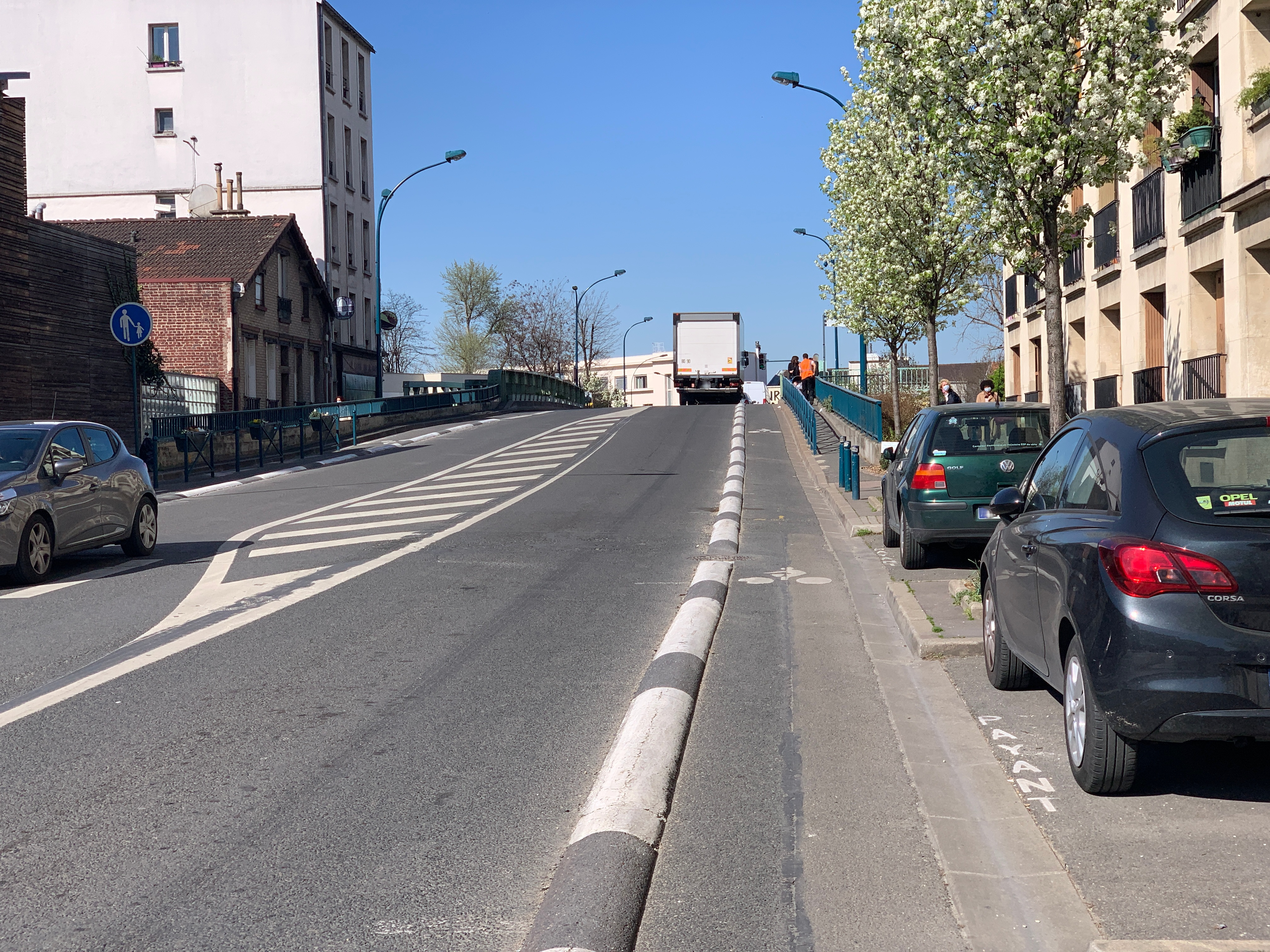
La rue en mars 2021.

- Tribunal d'Instance de Pantin